# Непереможний (фільм, 1983)
«Непереможний» (рос. «Непобедимый») — радянський пригодницький художній фільм 1983 року кіностудії ім. Горького. Режисер — Юрій Борецький.

### Сюжет
1920-ті роки. Андрій Хромов, представник відомої борцівської династії, доходить висновку про необхідність створення нового виду єдиноборств для бійців Червоної армії.
Хромов вирушає у Середню Азію, щоб оволодіти мистецтвом куреш. На його основі він хоче створити унікальний вид боротьби - самбо («самооборона без зброї»).
Андрій знайомиться з одним зі старих майстрів, в якого є зошит з описом найбільш ефективних прийомів місцевого єдиноборства. Але про цей зошит знає й ватажок банди басмачів. Щоб записи не потрапили до рук ворогів радянської влади, Хромов вступає у смертельний поєдинок, живим з якого може вийти тільки один.
Фільм присвячений Анатолію Аркадійовичу Харлампієву, засновнику боротьби самбо.

### В ролях
- Андрій Ростоцький — Андрій Хромов
- Хамза Умаров — Фаттахбек
- Нурмухан Жантурин — Джума
- Йодгар Сагдієв — Джафар
- Гульнара Дусматова — Лайло
- Біродар Атабаєв — Юлчі
- Дільшот Ісмаїлов — Абдулла
- Микола Карпов — Ахмед
- Тухтасин Муратов — Фархад
- Бегалін Нартай
- Всеволод Сафонов — Подвойський Микола Ілліч